# Wehrkirche Höfgen

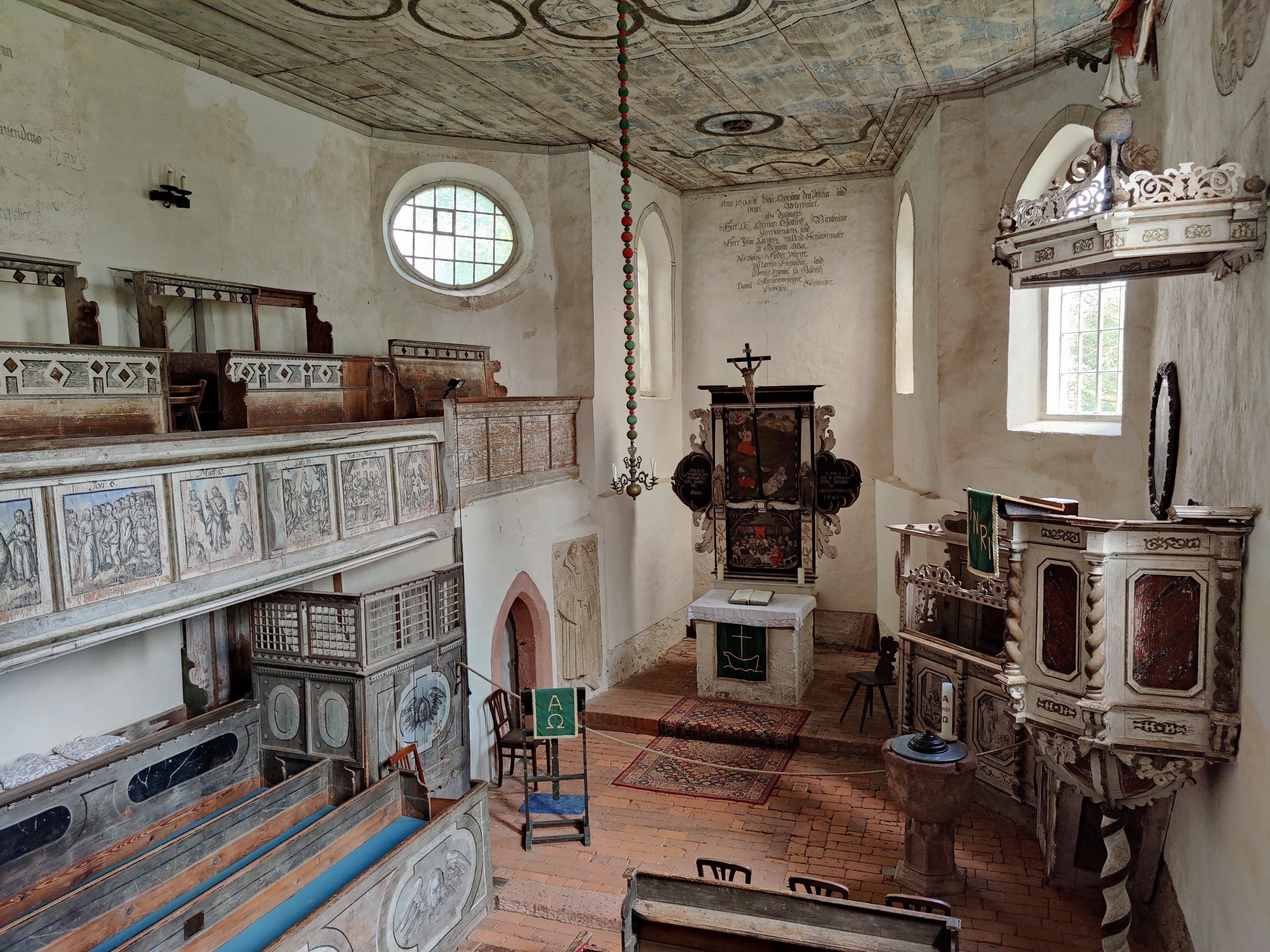
Innenraum

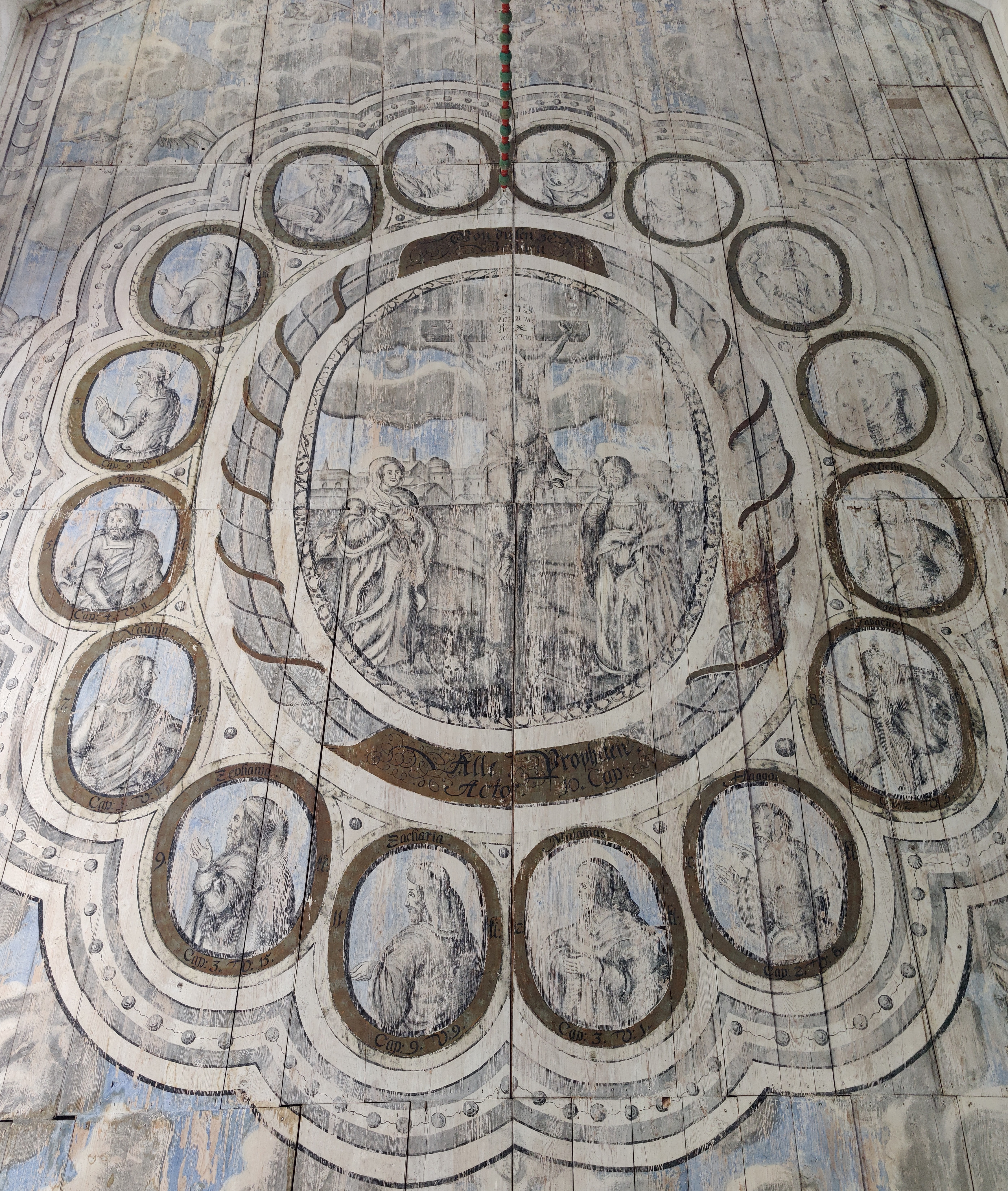
Deckengemälde

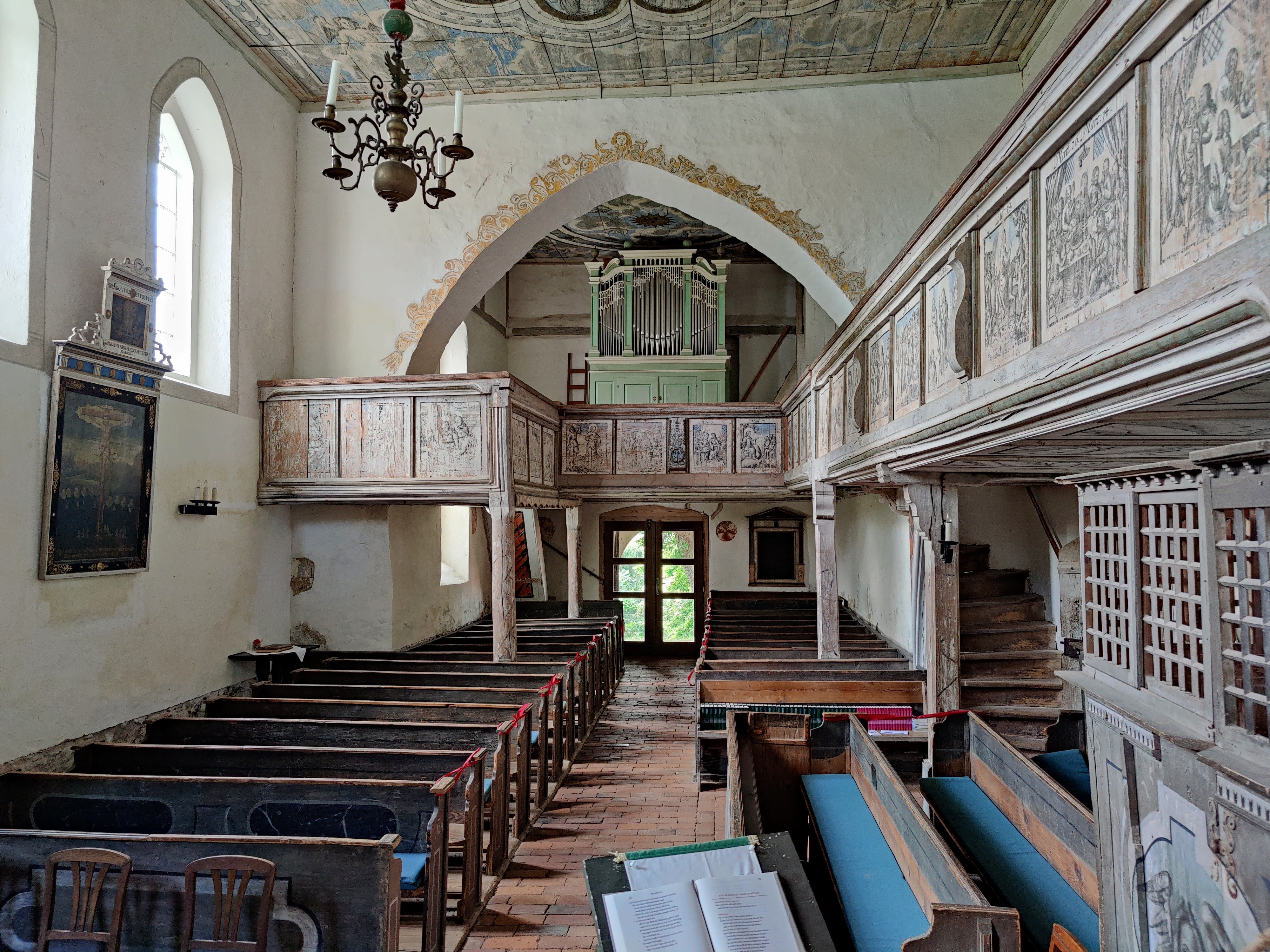
Innenraum, Blick zur Orgel

Die Wehrkirche Höfgen ist eine evangelisch-lutherische Dorfkirche der Kirchgemeinde Döben-Höfgen im Pfarramt Grimma.

## Lage
Die kleine Kirche befindet sich auf einer Anhöhe im Grimmaer Ortsteil Höfgen. Der Ort ist Teil des an der Mulde gelegenen Naherholungsgebiets Kloster- und Mühlental Grimma mit dem Kloster Nimbschen, dem Landschaftspark Jutta-Park mit dem Bismarckturm, der Schiffsmühle und der Denkmalschmiede Höfgen.

## Geschichte
Eine erste hölzerne Kapelle wird um 1100 sowie ein kleiner romanischer Steinbau um 1250 angenommen. Die erste urkundliche Erwähnung erfolgt 1275 in einem Dokument über den Verkauf des Patronatsrechts von Ritter Heinrich von Rydeburch an das Kloster Nimbschen. Ab 1353 gehen auf Verfügung des Bischofs von Meißen alle Einkünfte und Abgaben an das Kloster. Um 1450 wurde die Kapelle zur Kirche erweitert und der 16 m hohe Turm angebaut. Im Jahr 1509 erfolgte der Anbau der Sakristei. Infolge der Reformation wurde die Kirche 1525 evangelisch und löste sich dann vom 1533 aufgelösten Kloster Nimbschen. Größere Umbauten wie der Anbau einer Vorhalle im Norden, der Umgestaltung des Ostraumes und der Anhebung der Decke erfolgten 1674, wobei die Kirche ihr jetziges Aussehen erhielt.

## Beschreibung
Die spätgotische Saalkirche mit einer wuchtigen äußeren Erscheinung ist ein verputzter Bruchsteinbau mit weißem Anstrich und einem Satteldach. An der Westseite befindet sich ein massiger Kirchturm ebenfalls mit einem Satteldach, der im obersten Geschoss mit zwei Fenstern und einer Turmuhr ausgestattet ist. Am Kirchenschiff sind nordseitig zwei niedrige mit Ziegeln gedeckte Anbauten angefügt. Die Südseite enthält drei gotische Spitzbogenfenster. Im Inneren befindet sich ein reich ausgestalteter Kirchenraum im bäuerlichen oder dörflichen Barock. Der schmale, zweigeschossige Altar aus dem Jahr 1695 stammt von einem unbekannten Bildhauer aus Rochlitz. Er zeigt reliefartig ein Abendmahlmotiv. Zur gleichen Zeit wurden die Kanzel und der Beichtstuhl gefertigt. Diese sind mit farbig bemaltem Schnitzwerk verziert. Der Taufstein aus dem 14. Jahrhundert wurde aus Rochlitzer Porphyrtuff gefertigt. Die detailliert bemalten Emporen von 1654 zeigen Szenen aus dem Neuen Testament. Die Holzdecke von 1695 ist in einheitlicher Farbgebung in Grau, Weiß und Blau gehalten und zeigt die Kreuzigung Jesu sowie einige Prophetenbildnisse. Der Einbau der Orgel wurde 1803 durch den Orgelbauer Johann Georg Friedlieb Zöllner ausgeführt. Das Instrument verfügt über 10 Register auf einem Manual und Pedal.